# Bom nồi áp suất
Bom nồi áp suất là một loại thiết bị nổ tự tạo (IED) được tạo ra bằng cách chèn vật liệu nổ vào một nồi áp suất và gắn một kíp nổ vào nắp nồi.
Bom nồi áp suất đã được sử dụng trong một số cuộc tấn công trong thế kỷ 21. Trong số đó đã được các vụ đánh bom xe lửa Mumbai năm 2006, vụ tấn cônh Stockholm 2010 (không nổ), vụ đánh bom quảng trường Thời đại 2010 và vụ nổ bom tại Marathon Boston 2013.
Ngày Canada năm 2013, quả bom nồi áp suất không phát nổ tại tòa nhà Quốc hội ở Victoria, British Columbia.